# Melligomphus moluami
Melligomphus moluami är en trollsländeart som beskrevs av Wilson 1995. Melligomphus moluami ingår i släktet Melligomphus och familjen flodtrollsländor. Inga underarter finns listade i Catalogue of Life.